# Kanjavec
Kanjavec (wł. Cima degli Agnelli) – szczyt w Alpach Julijskich, w Alpach Wschodnich. Leży w północno-zachodniej Słowenii.